# 8-Meter-Klasse

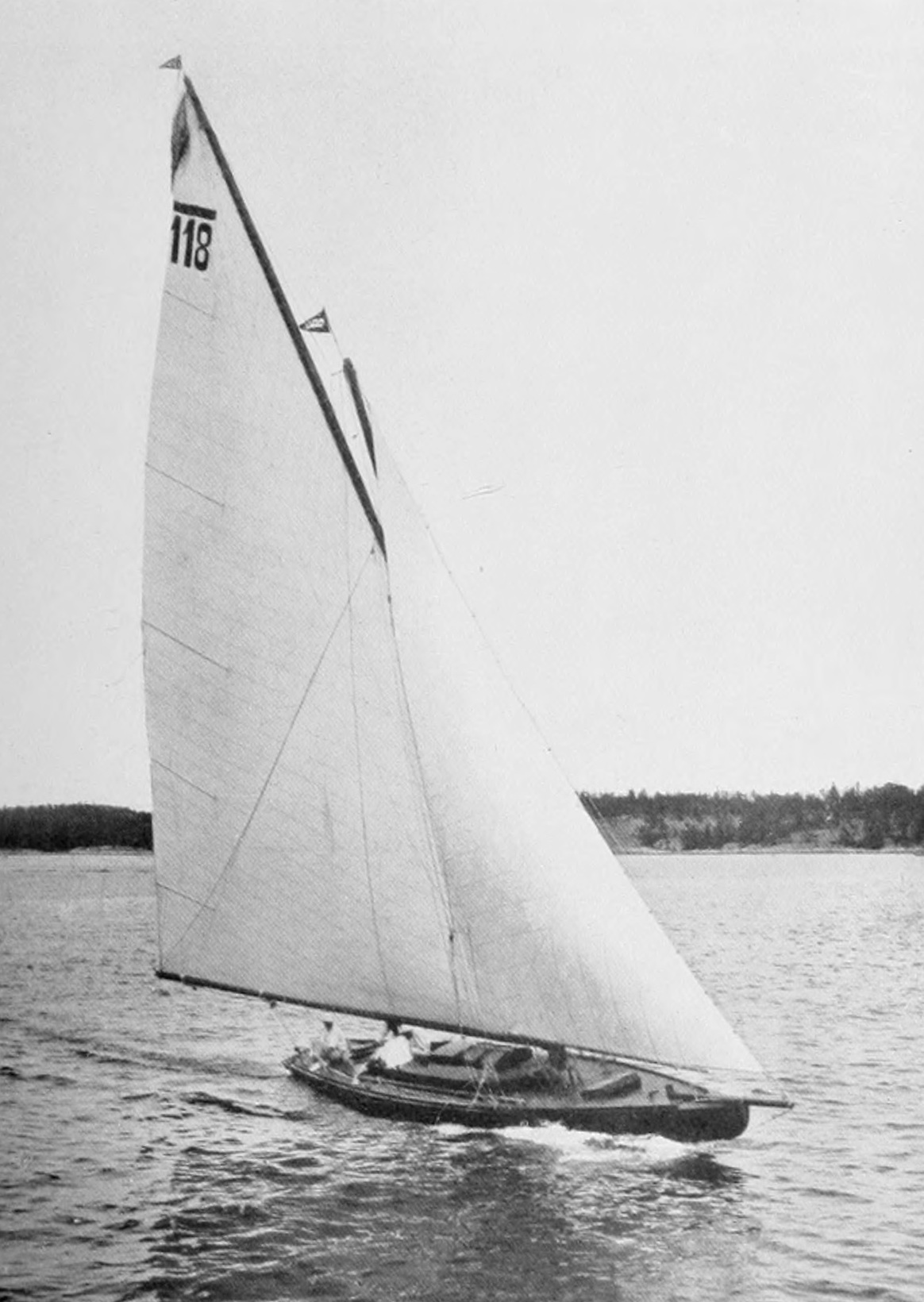
Schwedische 8mR-Yacht Sans Atout, Silbermedaille Olympische Spiele 1912

Die internationale 8-Meter-Klasse (8mR) ist eine Bootsklasse von klassischen Rennsportyachten. Es ist eine Konstruktionsklasse, so dass die Boote nicht gleich sind, sondern von ihrem jeweiligen Yachtkonstrukteur so ausgelegt werden, dass sie der internationalen Meterformel (Vermessungsformel) entsprechen. Ihre Kurzbezeichnung Achter geht auf das Segelzeichen 8 zurück, das die 8-Meter-Klasse im Segel führt, genau so wie die kleinere 6-Meter-Klasse Sechser oder die größere 12-Meter-Klasse Zwölfer genannt werden.
Vor dem Zweiten Weltkrieg waren Achter die prestigeträchtigste internationale Yacht-Rennklasse, aber sie werden heute immer noch auf der ganzen Welt gesegelt. Acht Meter im Klassennamen bezieht sich nicht – vielleicht etwas verwirrend – auf die Länge des Bootes, sondern auf das Ergebnis der Meterformel, den Rennwert R (englisch Rating), in dieser Klasse daher R = 8 (8mR). 8-Meter-Yachten sind durchschnittlich 14 Meter lang. Zwischen 1907 und 2008 wurden ungefähr 500 8mR-Yachten gebaut, von denen 177 Boote bis heute überlebt haben. Viele wurden aufwendig restauriert.
Die idealen Segelbedingungen für 8mR-Yachten sind ruhige Gewässer mit Windstärken bis zur Stärke 5. Sie werden mit einer Regattabesatzung von fünf Personen gesegelt, obwohl sie sich mit kleinerer Schiffsbesatzung handhaben ließen. Die meisten heute segelnden Achter haben ein Bermudarigg mit einem Großsegel und Genua. Auf Raumschotkursen segeln sie mit einem großen Spinnaker von 130 m².

## Geschichte

Segelriss 8mR-Yacht „First Rule“, 1907

Segelriss 8mR-Yacht „Second Rule“, 1919

Segelriss 8mR-Yacht „Third Rule“, 1933

Am 12. Juni 1906 vereinbarten die führenden Funktionäre der einflussreichsten europäischen Segelsportverbände in London die International Rule. Man einigte sich auf die von dem Kopenhagener Apotheker und Hobbykonstrukteur Alfred Benzon entwickelte Meterformel. Während einer zweiten Konferenz im selben Jahr in Berlin wurde die Formel um präzise Bauvorschriften ergänzt. Im Rahmen einer dritten Konferenz im Oktober 1907 in Paris vereinbarte man einheitliche Regatta- und Wegerechtsregeln für Wettfahrten und gründete die International Yacht Racing Union (IYRU).
Die Meter-Yachten wurden durch die First, Second und Third International Rule definiert, in der die beiden wichtigsten Faktoren gleich blieben: Wasserlinienlänge und Segelfläche. Das Leitprinzip war einfach: Längere Boote sind schneller als kürzere und Boote mit mehr Segelfläche sind schneller als Boote mit weniger Segelfläche. Weil man das wusste, wurden die Variationsmöglichkeiten ausgeglichen, indem die Summe aus Bootslänge und Segelfläche konstant gehalten wurde. Wenn man die Bootslänge vergrößern wollte, musste die Segelfläche verringert werden, und wenn das Ziel auf maximale Segelfläche gerichtet war, mussten man dafür die Bootslänge verringern.

### First Rule 1907
Die First Rule galt ab dem 1. Januar 1908 zunächst für 10 Jahre und beschrieb die erste Vermessungsformel der Meter-Klasse. In diese Formel gehen die Werte Schiffslänge, Schiffsbreite, Wasserlänge, Tiefgang, Freibord und Segelfläche ein. Nach Einsetzen der entsprechenden Werte erhält man als Ergebnis eine feste Zahl z. B. 8. Diese Yacht hat dann den Rennwert 8mR, kurz „Achter“.
Eine typische 8mR-Yacht von 1912 verdrängt etwa 6.000 kg und hat 120 m² Segelfläche am Wind. Der Bootsrumpf ist schmal und leicht und hat lange Überhänge. Die Meterformel ergab bei einer 8mR-Yacht eine Wasserlinie von 8 Metern. Die Vermessungsformel First Rule wurde von den Yachtkonstrukteuren ausgereizt, denn Bootslänge und Bootsbreite wurden gleich gewichtet. Reduzierte man die Breite, konnte man die Differenz zur Länge addieren. Durch Variation des Rumpfumfanges war Segelfläche zu gewinnen, Faktoren, die eine Yacht schneller machten. So entstanden in den ersten acht Jahren über 140 Yachten der 8-Meter-Klasse. Allein in dem norwegischen Club Kongelig Norsk Seilforening (KNS) in Oslo lag eine Flotte von 120 Meter-Yachten, die überwiegend aus der Hand von Johan Anker stammten.
Die 8-Meter-Klasse war die gemäß der Meter-Regel festgelegte mittlere Bootsgröße; sie wurde erstmals als olympische Klasse bei den Olympischen Sommerspielen 1908 in London ausgewählt. Den Status als olympische Klasse behielt sie bis zu den Olympischen Sommerspielen 1936 in Berlin.

### Second Rule 1919
Positive technische Entwicklungen kamen aus Norwegen, wo Johan Anker Pionierarbeit für das Marconirigg leistete. Die bisher üblichen Steilgaffelriggs sollten schnell verschwinden, denn Anker erkannte früh, dass diese neue Art der Hochtakelung so effizient war, dass er die übliche Kuttertakelung mit geteilter Vorsegelfläche durch die Sluptakelung mit einem einzigen Vorsegel ersetzen konnte. Die Kontrolle der hohen und dünneren Masten war die nächste konstruktive Herausforderung. Die Rumpfformen hatten sich bei schmalen, überbewerteten Booten stabilisiert, weit entfernt von der ursprünglichen Absicht der First Rule.
Bereits 1914 wurden Foren abgehalten, um Lösungen für die Zukunft der Meterformel zu finden. Bevor jedoch etwas entschieden wurde, änderten sich die Prioritäten im Zuge des Ersten Weltkriegs. Zwischen 1917 und 1919 arbeitete die International Yacht Racing Union (IYRU) daran, die Formel weiterzuentwickeln, um ausgewogenere Yachten zu erhalten. Das führte zu der radikalsten Änderung in der Geschichte der Meterformel, da die Schiffsbreite aus der Formel gestrichen und durch mindestens einen Fuß pro Meter ersetzt wurde. Eine ziemlich einzigartige Kombination des metrischen und des imperialen Messsystems als Mindestbreite für eine 8-Meter-Yacht war eine Schiffsbreite von 8 Fuß, für eine 12-Meter-Yacht eine 12-Fuß-Breite usw. Außerdem wurde jetzt eine vergrößerte Segelfläche in der Formel viel stärker bestraft.
Da die Regel noch jung war und nur wenige Boote danach neu gebaut worden waren, traten bei den Olympischen Spielen 1920 vor Antwerpen die Teilnehmer in zwei Gruppen an, dem alten und dem neuen Regelboot (8-Meter-Klasse Typ 1907 und Typ 1919).
Die Entwicklung in den ersten vier Jahren war erneut hektisch mit Ideen, die zum Teil auf die Spitze getrieben wurden. Die Olympischen Spiele 1924 vor Le Havre zeigten die ersten ausgeglichenen 8mR-Yachten Bera von Johan Anker (Goldmedaille), Emily von William Fife (Silbermedaille) und BlueRed von Charles Nicholson (5. Platz). Die Bootsformen entwickelten sich weiter, wobei der Schwerpunkt mehr auf die Bootslänge und weniger auf die Segelfläche gelegt wurde und der Trend zu den Formen der berühmten L’Aile VI und Hollandia hinging, die als beste Boote bei den Olympischen Spielen 1928 abschnitten.
Die Yachtkonstrukteure suchten nun ihren Vorteil an den äußersten Enden der Rümpfe, als Boote gedehnt wurden, um Segelfläche zu gewinnen. Im Jahr 1927 wurde die überlappende Genua eingeführt, wobei der nicht gemessene, also freie Vorsegelbereich hinter dem Mast voll ausgenutzt wurde. Die Regel war gut und produzierte außerordentlich schöne Boote und erfreute sich großer Beliebtheit. Johan Ankers Silja und William Fifes Saskia sind die besten Beispiele dafür, wie das umgesetzt wurde, indem Boote mit mehr Breite entworfen wurden, um mehr Formstabilität zu erzielen.
Im Jahr 1928 akzeptierte Nordamerika schließlich die internationale Regel (Second Rule) für die kleinen Klassen, d. h. 6mR, 8mR und 12mR, während Europa die universelle Regel J-Klasse für die größte aller Klassen übernahm. Trotz des großen Erfolgs der Second Rule war man der Ansicht, dass Verbesserungen der Formel möglich seien, die nach dem Ablauf der Formel im Jahr 1933 verwirklicht wurden.

### Third Rule 1933
Die IYRU vereinfachte 1933 die Vermessungsformel und änderte die bis heute geltende Regel. Die Folge war, dass Boote der Third Rule seetüchtiger wurden, während die guten Boote der Second Rule unter leichten bis mäßigen Bedingungen wettbewerbsfähig blieben. Die Boote der Second Rule haben weniger Aufrichtmoment, d. h., sie legen sich bei mehr Wind schneller auf die Seite, aber sie haben im Allgemeinen auch weniger benetzte Oberfläche. Bei leichten bis mittelschweren Bedingungen können sie mit den anderen Yachten gut mithalten. Die Top-Yachten der Second Rule wie Silja und Vision blieben unter fast allen Bedingungen voll wettbewerbsfähig. Das Einzige, was sich im Laufe der Jahre nie wirklich änderte, waren die Kosten. 8mR-Yachten blieben für die meisten Segler unerreichbar und auf der obersten Leistungsebene blieb es oftmals das Spiel der Reichen und Berühmten. Heute (Stand 2021) kostet eine neue 8mR-Yacht ca. 300.000 Euro plus 30.000 GBP für die Segelgarderobe.

### Die Nachkriegsjahre
Nach dem Zweiten Weltkrieg wurde das verfügbare Geld für den Wiederaufbau Europas ausgegeben und die schweren 8mR-Yachten wurden zu einem unglaublich teuren Boot. Eine neue Generation von Booten entstand, viel leichter und mit proportional weniger Segelfläche. Irgendwie überdauerten die „Achter“, es wurden keine neuen Boote gebaut, aber die alten erwiesen sich als großartig für Clubrennen. In Schottland wurde eine große Flotte aktiv auf dem River Clyde gesegelt, und auch die Flotten der Skandinavier, Franzosen und die nordamerikanischen sowie kanadischen auf den Großen Seen blieben weiterhin aktiv, obwohl die meisten von ihnen kein ausreichendes Budget für den Unterhalt der Boote und die Wettfahrten hatten. Ausgemusterte Regattaschiffe erhielten häufig eine Kajüte und wurden zu Fahrtenyachten umgeriggt. Hierfür eigneten sich besonders die größeren Meter-Klassen wie die 8mR-Klasse.
Der US-Amerikaner Eugene van Voorhis war der Erste, der 1967 eine neue 8mR-Yacht Iroquois von der Minneford Yacht Yard (New York) bauten ließ, die von Olin Stephens entworfen wurde. Sie sollte beim Canada’s Cup starten, aber infolge einer Änderung der Regeln kam es dazu nicht. Van Voorhis beschloss, seine andere 8mR-Yacht Iskareen zu verkaufen und sie deshalb nach Schottland zu schicken. Das wurde zu einem der wichtigsten Wendepunkte in der Geschichte der 8-Meter-Klasse. Eugene van Voorhis forderte „Achter“-Segler im Royal Northern Yacht Club (RNYC) zu einem Rennen heraus. Es sollte keine normale Regatta werden, sondern ein Kampf zwischen der alten und der neuen Welt. Geboren war das Rennen des 8mR World Cup.

### Internationale Klasse
Währenddessen übernahmen Joni Hertell, Eugene van Voorhis und Robin Clark das Projekt für die 8mR-Klasse, um ihren internationalen Status innerhalb des IYRU wiederzugewinnen. Die Klassenregeln wurden aktualisiert, eine Bestandsaufnahme der Flotten durchgeführt und in London eine starke Lobby eingerichtet.

### Neue 8mR-Konstruktionen

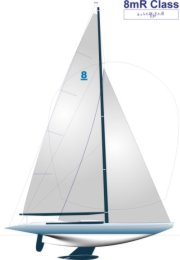
Moderne 8mR-Yacht mit Flügelkiel

Die Siege von Eugene van Voorhis und seiner Iroquois belebten die 8mR-Klasse und neue moderne „Achter“ wurden in Auftrag gegeben. Per Wermelin aus Schweden bestellte einen neuen „Achter“ mit dem Namen Mr. E., unterstützt vom Telekommunikationsunternehmen Ericsson (Entwurf: Pelle Petterson). Wermelin verkaufte sie bald an Ron Palm und beauftragte sofort den nächsten „Achter“ namens Dolphin (jetzt Yquem), entworfen ebenfalls von Pelle Petterson. Claes Henningson ließ den „Achter“ Golden Feather von Peter Norlin konstruieren, er war experimenteller, nahm eine Freibordstrafe in Kauf und erwies sich als ein echter Leichtflieger. In Kanada gab Elwin Catheart den „Achter“ Octavia in Auftrag (Design: Bruce Kirby), während Gaston Schmaltz in Frankreich Gaulois bauen ließ, den Jacques Fauroux konzipierte.
Der letzte Sieg von Iroquois in den norwegischen Gewässern brachte den 8mR World Cup nach Nordamerika. Im Jahr 1984 gewann Octavia für den Royal Canadian Yacht Club (RCYC) den Pokal und holte ihn nach Kanada. Die Geschichte wiederholte sich, da der Neubau der Octavia als eine verkleinerte Version auf die Formen der 12-Meter-Klasse im America’s Cup zurückgriff. Die Rumpf- und Kielform der 1983 im 25. America’s Cup siegreichen Australia II zeigte die Richtung, in die sich die 8mR-Klasse entwickelte. Und so entstand wieder eine neue Ära der 8mR-Klasse und in den folgenden Jahren wurden neue moderne Achter gebaut, einschließlich der Entwürfe von Jacques Fauroux, Ed Dubois und Pelle Petterson.
Der Achter Gaulois von Gaston Schmaltz (Design: Jacques Fauroux) löste eine weitere Reihe neuer moderner Achter aus Aluminium aus. Die Familie Rothschild hat eine lange Tradition im Segeln von 8mR-Yachten. Bereits 1924 segelte diese berühmte Familie von Bankern und Winzern mit großem Erfolg die „Achter“. In Anlehnung an die Tradition seiner Familie gab Baron Edmond Adolphe de Rothschild den zweiten „Achter“ Gitana Sixty von Fauroux als Geschenk zum 60. Geburtstag in Auftrag und gewann 1986 sofort die Weltmeisterschaft in Cannes.
1988 ließ Professor Sigfrid Svensson aus Schweden den „Achter“ Gefion bauen, basiert auf dem Bruce-Farr-Entwurf der 12mR-Yacht Kiwi Magic aus dem America’s Cup. Philip Crebbin, ein britischer America’s-Cup-Profi hatte Svensson überredet, Ed Dubois zu beauftragen, einen Gewinner für die Weltmeisterschaft 1988 in Schweden zu konstruieren. Philip Crebbin wurde als Projektingenieur und Skipper eingestellt. Die Gefion erwies sich als unschlagbar und gewann den World Cup. Die Gefion setzte ihre Siegestour auf beiden Seiten des Atlantiks fort und wurde bei weiteren sechs Weltmeisterschaften Siegerin, ein Rekord, der bis heute Bestand hat. 1989 und 1990 entwarf Ed Dubois zwei weitere Achter, die Sarissa und The Natural, die die Weltmeisterschaft gewannen.
Seit dem Start der 8mR-Klasse im Jahr 1907 überwacht Lloyd’s Register of Shipping in London die Regeln, Vorschriften und Eckpunkte für den Bau und die Klassifizierung von 8mR-Yachten. Die modernen Aluminiumboote in der 8mR-Klasse erfüllten zunächst nicht die Anforderungen von Lloyd’s. Die Kontroverse erreichte einen dramatischen Höhepunkt, als Jacques Mazet 1994 die Weltmeisterschaft in Cannes gewann und Lafayette und Sigfrid Svensson einen erfolgreichen technischen Protest wegen Nichteinhaltung von Lloyd’s einreichten. Lafayette hatte eine exzellente Serie gegen Gefion auf dem Wasser gesegelt, aber das Ergebnis des Protests und der spätere Appell an die IYRU führten dazu, dass Jacques Mazet den Pokal nicht mit nach Hause nehmen konnte. Das Ergebnis war, dass die 8mR-Klasse nicht nur Lafayette verlor, sondern alle Aluminiumboote, wenn die Angelegenheit nicht geklärt werden konnte. Es dauerte bis 1998, bis alle Boote unter Vermittlung der International Eight Meter Association wieder in der Klasse aufgenommen wurden.
Die neunzehnte Ausgabe der 8mR-Weltmeisterschaft 1998 in der Société Nautique de Genève war ein Wendepunkt in der 8mR-Klasse. Alle Aluminium-„Achter“ nahmen erneut teil. 28 Boote hatten gemeldet, darunter die brandneue moderne Spazzo, die von der jungen deutschen Yachtkonstrukteurin Juliane Hempel entworfen worden war. Ihre Spazzo war auf der Werft von Josef Martin am Ufer des Bodensees gebaut worden. Er verwendete kaltgeformtes Mahagoni und die besten verfügbaren Materialien in der Tradition des deutschen Yachtbaus. Beim Bau einer neuen 8mR-Yacht zeigt sich ihr Potenzial erst nach ihrer ersten Regatta-Serie. Die Spazzo wurde aufgrund mangelnder Vorbereitung von einigen der älteren modernen „Achter“ besiegt, der Neubau inspirierte aber die 8mR-Klasse und initiierte die nächste Generation moderner „Achter“.
Gaston Schmalz bat seinen engen Freund Jacques Fauroux die Yacht Fleur de Lys zu entwerfen. Das Ergebnis war eine Abkehr von den typischen U-Spanten. Fleur de Lys hatte einen milden V-förmigen Spant nach vorne. Die Yacht war sehr schnell und schlug die 38 Boote starke Flotte vor Helsinki in jedem Rennen. Die Fleur de Lys wiederholte ihre Leistung bei der Weltmeisterschaft in La Trinité-sur-Mer, aber bis dahin bekam sie wieder Konkurrenz. Yquem im Besitz von Jean Fabre wurde komplett mit einem neuen Kiel umgebaut, der von Van Oosanen in Holland konzipiert wurde, und Lafayette im Besitz von Jos Fruytier sowie Aluette im Besitz von Peter Groh hatten einen neuen von Ian Howlett designten Flügelkiel unter die Boote gebaut, der sich als sehr schnell erwiesen hatte. Als Nächstes wurde Jos Fruytier von Ruud van Hilst begleitet und gemeinsam beauftragten sie Doug Peterson & Ian Howlett, ihr neues Boot zur Verteidigung der Weltmeisterschaft zu entwerfen. Das Ergebnis war Hollandia. Sie war das erste Boot, das ebenso schnell wie Fleur de Lys war. In ihrer ersten Saison gewann sie die Europameisterschaft in Flensburg sowie die Weltmeisterschaft in Toronto. In Toronto wurde die Regatta von Fleur und Hollandia dominiert und endete mit einem Unentschieden auf dem Wasser und mit einem Protest im letzten Rennen, durch den die Meisterschaften zugunsten von Hollandia entschieden wurden.
Zur Europameisterschaft 2005 kam Aun in die Klasse. Sie ist eine brandneue klassische 8mR-Yacht, die nach dem ursprünglichen Entwurf von Johan Anker aus dem Jahr 1940 gebaut wurde. Eigner Yutaka Kobayashi aus Japan fand keine gute klassische 8mR-Yacht auf dem Markt und entschied, von Grund auf neu zu bauen. Die Werft Absolut Restorations in Portugal baute seine Aun aus klassischem Mahagoni auf dampfgebogenen Eichenrahmen. Um Kontroversen zu vermeiden, wurde die Verwendung von Epoxidharz aus dem Projekt verbannt und hielt die Lloyd’s-Regeln von 1924–1949 in jeder Hinsicht ein. Mit Tokiko Kobayashi an der Pinne konnte in Flensburg die „Neptune Trophy“ gewonnen werden.
Zur Weltmeisterschaft 2005 in Toronto erschien Pleione, eine brandneue Art von „Achter“. Bruce und Leanne Dyson hatten die Vision und den Mut, diesen neuen modernen Klassiker zu bauen. Oberhalb der Wasserlinie ist sie ein Klassiker, unter Wasser ist sie in jeder Hinsicht modern mit Kiel, Spatenruder, Trimmklappe und Flügelkiel. Pleione wurde von Jim Taylor entworfen, sie startet in der Klasse der modernen Boote.

### 8mR-Flotte im Jahr 2020
| Nationen mit den meisten Booten in dieser Klasse | Anzahl der aktiven Boote |
| ------------------------------------------------ | ------------------------ |
| Deutschland                                      | 24                       |
| Frankreich                                       | 14                       |
| Kanada                                           | 17                       |
| Finnland                                         | 10                       |
| Norwegen                                         | 7                        |

## Heutige 8mR-Klasseneinteilung
Bei den „Achtern“ gibt es vier verschiedene Klassen:
- Klasse Vintage (First Rule): Yachten mit Gaffel-Rigg, gebaut vor 1920

- Klasse Neptun (First Rule): alle Yachten und alle Rigg-Teile sind im Originalzustand und wurden vor 1970 gebaut (Holzmasten, klassische, weiße Dacron-Segel, keine Hilfsmittel wie selbstklemmende Winschen etc. sind erlaubt)

- Klasse SIRA (entworfen und gebaut vor 1960): moderne Karbonsegel, Alumasten etc. sind erlaubt

- Klasse Modern: Neubauten nach 1960, zum Teil mit Flügelkiel

Bei den Achterregatten werden immer alle historischen Klassen gemeinsam gestartet. Die Startfelder bei großen Regatten liegen zwischen 30 und 40 Booten.

## Internationale Regatta-Veranstaltungen der 8mR-Klasse

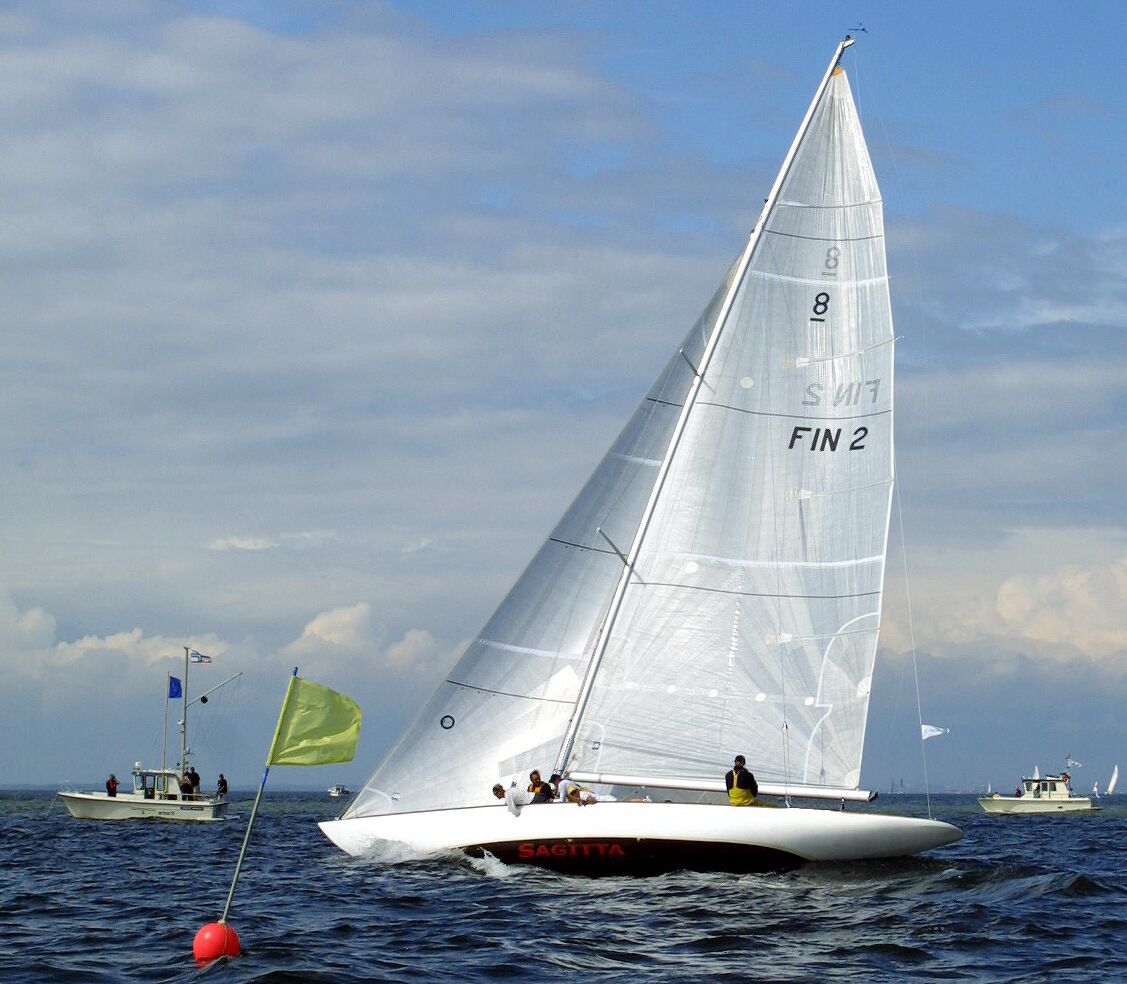
Second Rule 8mR-Yacht Sagitta (FIN-2), 8mR World Cup in Helsinki 2002, Entwurf: Charles E. Nicholson, Baujahr: 1929

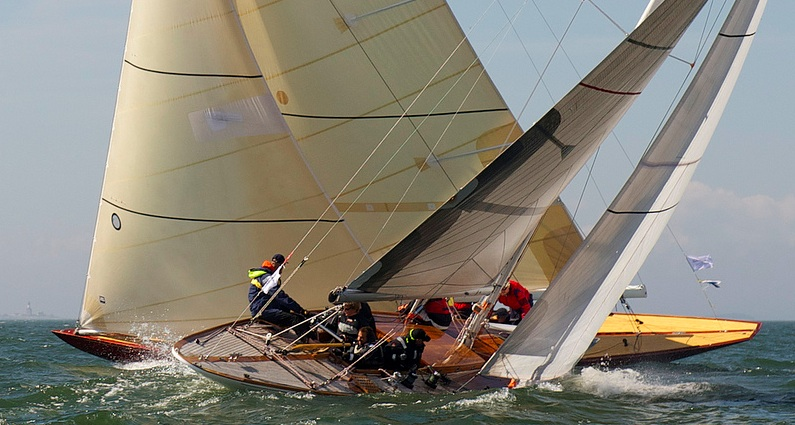
Finnische 8mR-Yachten Sphinx (FIN–4), Baujahr 1928, Konstrukteur: Gustaf Estlander und Sagitta (FIN–2) Regatta 2012

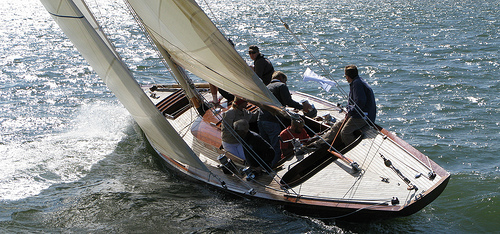
Vågspel (FIN-6) eine Third Rule 8mR-Yacht aus Finnland, Baujahr: 1943, Konstrukteur: Birger Slotte (2008)

### 8mR World Cup
Der „8mR World Cup“ (deutsch Weltmeisterschaft), gestiftet von Eugene van Voorhis an den Royal Northern Yacht Club (RNYC), sollte ein Herausforderungspokal sein und möglichst einmal im Jahr mit mindestens drei teilnehmenden Nationen ausgetragen werden. Im Jahr 1970 gingen bei der ersten Austragung sechs 8mR-Yachten auf dem River Clyde an den Start, um den Pokal zu gewinnen. Es nahmen teil Silja, Christina (ex und jetzt wieder Ilderim), Iskareen, Severn, Turid (ex Froya) und If, wobei die von Johan Anker entworfene Silja, die dem Schotten Dr. Weir gehörte, den ersten World Cup gewann und Eugene van Voorhis einen knappen zweiten Platz belegte. Beide Yachten wurden nach Skandinavien verkauft und auf späteren Weltmeisterschaften musste man mit diesen Yachten immer auf den vorderen Plätzen rechnen.
1975 war die nächste Weltmeisterschaft in Sandhamn und wieder war es Silja, die den ersten Platz belegte. Im Jahr 1978 gewann Iskareen den von Nyländska Jaktklubben in Helsinki ausgerichteten World Cup. Sie war die letzte klassische 8mR-Siegerin, die jemals die Weltmeisterschaft gewann.
1982 startete van Voorhis mit seiner inzwischen 14-jährigen Yacht Iroquois an der Weltmeisterschaft in Schweden. Er steuerte Iroquois selbst und gewann die Weltmeisterschaft für seinen Rochester Yacht Club (RYC). Im folgenden Jahr wurde die Weltmeisterschaft vom Kongelig Norsk Seilforening (KNS) ausgerichtet und erneut verteidigte Iroquois erfolgreich den World Cup.
Einmal im Jahr richtet die International Eight Meter Association (IEMA) den internationalen World Cup der „Achter“ aus. Vier Jahre wird in Europa gesegelt, jedes fünfte Jahr in Amerika, wo die Klasse ebenfalls stark vertreten ist.

### Neptune Trophy

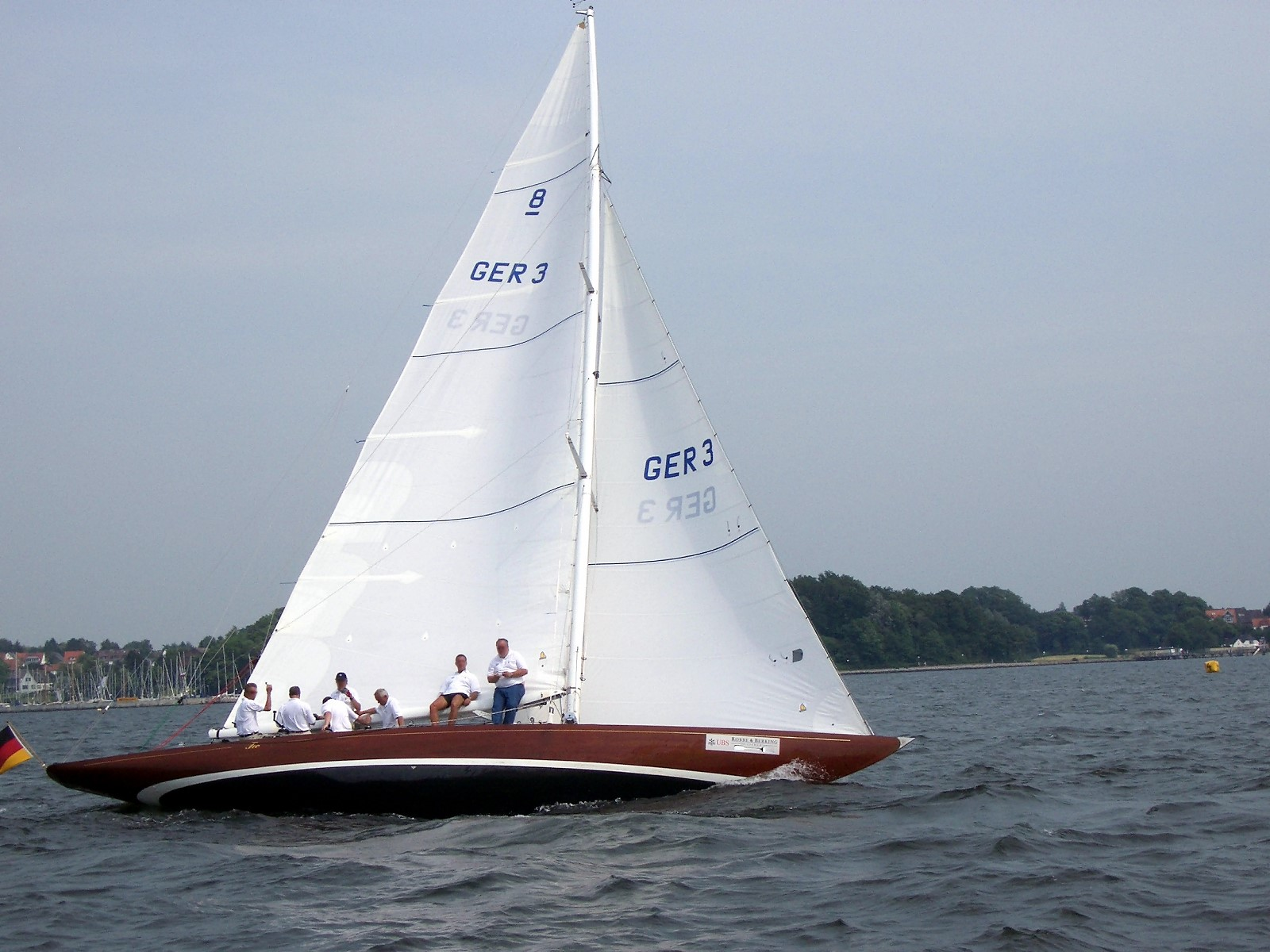
Second Rule 8mR-Yacht Feo (G 3), Robbe & Berking Sterling Cup 2005, Entwurf: Charles E. Nicholson, 1927

Die „Neptune Trophy“ wurde am 21. Juni 1890 von James Coats jun. gestiftet und dem Royal Northern Yacht Club (RNYC) überreicht als Siegerpokal für die großen Handicap-Yachten während der Clyde Week. Die Sterlingsilber-Trophäe in die „Royal Northern Yacht Club Corinthian Regatta 21. Juni 1890“ eingraviert ist, erstmals von der Yacht May im Besitz von W.J. Chrystal gewonnen. Nach dem Zweiten Weltkrieg war der Pokal als „8-Meter-Points-Trophy“ bekannt, die während der Clyde Week bei der Royal Northern Regatta ausgesegelt wurde.
Die letzte internationale 8mR-Yacht, der die „Neptune Trophy“ auf dem Clyde gewann, war Iskareen mit dem Eigner Eric Maxwell und gesegelt von Gilmour Manuel während der Clyde Week 1974. Im Januar 2005 stiftete der Royal Northern & Clyde Yacht Club die Neptune Trophy neu als dauerhaften Herausforderungspokal für die Vintage-Yachten der International 8mR-Klasse. Mit dem Pokal hatte der Royal Northern & Clyde Yacht Club die Zukunft der 8mR-Yachten, die im Stil vergangener Tage segeln, gesichert.

### Sira Cup
Von großer Bedeutung für die 8mR-Klasse war die Teilnahme von König Olav V. mit seiner 8mR-Yacht Sira an der Weltmeisterschaft vor Hankø in Norwegen. Als Ehrenpräsident der IEMA erkannte König Olav V., dass die neuen Achter im Regattafeld nicht mehr zu den alten Booten passten. So stiftete er 1983 den Sira Cup, der für 8mR-Yachten ausgeschrieben wurde, die vor 1960 konstruiert und gebaut worden sind. Der Pokal soll zeitgleich zum World Cup ausgetragen werden. Diese Trophäe sicherte das Interesse der klassischen „Achter“, an der Weltmeisterschaft teilzunehmen. Der Sira Cup ist noch sehr lebendig und hat heute sehr zur Stärke der Klasse beigetragen.

### Canada’s Cup
Der „Canada’s Cup“ ist ein Silber-Pokal, der im Winter 1895/96 gestiftet und erstmals 1896 ausgetragen wurde für den Sieger einer Match Race Serie zwischen einer Yacht, die einen kanadischen Yachtclub vertritt, und einer, die einen US-amerikanischen Club vertritt, beide an den Great Lakes gelegen.
Von 1930 bis 1954 wurden die Rennen mit 8mR-Yachten ausgetragen. Bis 2001 waren die Pokalrennen ein Test der Fähigkeit des Herausforderers (englisch challenger) und des Verteidigers (englisch defender), eine Yacht nach den geltenden Vermessungsvorschriften zu entwerfen und zu bauen und diese Yacht zum Sieg zu segeln. Seit 2001 werden Cup-Herausforderungen in Yachten der Einheitsklasse Farr 40 gesegelt, daher konzentriert sich der Wettbewerb heute auf Segelkönnen und -taktik. Im Jahr 2016 kehrten die 8mR-Yachten zurück.
Im Jahr 2018 verpflichtete sich der Royal Canadian Yacht Club (RCYC) zu einem Zeitplan von drei Wettbewerben in den Jahren 2020, 2022 und 2024, die in Yachten der IC37-Klasse von Melges gesegelt werden sollen.

### Generations Cup
Der Generations Cup wurde gestiftet von 8mR Frøya und übergeben an den Yacht Club Langenargen am Bodensee. Den Pokal erhält der Gewinner der 8mR-Klasse nach dem Höchstpunktsystem in den vier Klassen Modern, Sira, Neptune oder First Rule gemäß den Klassenregeln der IEMA. Der Pokal sollte möglichst zeitgleich zur Weltmeisterschaft stattfinden.

### Coppa d’Italia
Die „Coppa d’Italia“ (deutsch Cup von Italien) ist ein Preis für die leistungsstärkste europäische 8mR-Yacht. Der Pokal ist italienischer Nationalschatz und wurde 1898 hergestellt. Die „Coppa d' Italia“ gehört dem Yachtclub Italiano und wurde 1908 von König Umberto von Italien für die 8mR-Klasse gestiftet. Alle Yachten mit einem gültigen Messbrief sind für diesen Pokal berechtigt.

## 8mR-Yachten
- Germania II, 1934, Eigner: Gustav Krupp von Bohlen und Halbach
- Germania III, 1935, Eigner: Gustav Krupp von Bohlen und Halbach, Bronzemedaille Olympische Spiele 1936 vor Kiel
- Germania IV, 1939, Eigner: Gustav Krupp von Bohlen und Halbach
- Vågspel, 1943, Eigner: Kim Weckström  Finnland

## 8mR-Yacht-Konstrukteure
- Bjarne Aas,  Norwegen
- Johan Anker,  Norwegen
- Starling Burgess,  Vereinigte Staaten
- Francois Camatte,  Frankreich
- Clinton Crane,  Vereinigte Staaten
- Ed Dubois,  Vereinigtes Königreich
- Gustaf Estlander,  Finnland
- Jacques Fauroux,  Frankreich
- William Fife III.,  Schottland
- Tore Holm,  Schweden
- Ian Howlett,  Vereinigte Staaten
- Alfred Mylne,  Schottland
- Charles E. Nicholson,  Vereinigtes Königreich
- Peter Norlin,  Schweden
- Max Oertz,  Deutschland
- Frank Paine,  Vereinigte Staaten
- Doug Peterson,  Vereinigte Staaten
- Pelle Petterson,  Schweden
- Juliane Hempel,  Deutschland
- Henry Rasmussen,  Deutschland
- Birger Slotte,  Finnland
- Olin Stephens,  Vereinigte Staaten